# Вутьеридис, Илиас
Илиас Вутьеридис (греч.  Ηλίας Βουτιερίδης) (Сулина, 1874 — 10 августа 1941) — греческий литературный историк, поэт, прозаик, переводчик, драматург, литературный критик, публицист и революционер конца XIX – первой половины XX веков.

## Биография
Илиас Вутьеридис родился в 1874 году в румынской Сулине, в дельте Дуная, в период когда из 1800 жителей города 1100 были греками. 
Его отец служил консульским служащим Греции. 
В 1878 году его семья обосновалась сначала в греческом городе Патры, а затем, через год, переехала в Афины. В греческой столице Вутьеридис окончил гимназию, а затем филологический факультет Афинского университета.
В 1897 году Вутьеридис добровольцем отправился на ещё подконтрольный османам остров Крит и принял участие в боях восставших критян против турок. 
После восстания Вутьеридис написал и издал на средства Революционного Комитета Крита Историю Критской революции 1897 года. 
В 1900 году он издал поэтический сборник "Облака".
С 1903 года он начал сотрудничать с культивирующим разговорную форму греческого языка (димотика) журналом Нумас, который издавал Д. Тангопулос. Большую часть материалов писал Вутьеридис под псевдонимами "Грифилос", "Горгиас", "Ставрос Ламбетис" и "Тимонас".
Вутьеридис стал одним из самых известных борцов максималистов за утверждение димотики. 
Напротив, в своём искусстве он был консерватором, хотя и был затронут модернистскими идеями своей эпохи. 
В 1905 году он написал по мотивам средневековой народной песни одноимённую поэтическую трагедию «Мост Арты» состоящую из 1493 стихов. 
В период 1911-1912 издавал собственный журнал «Хроника». 
В политике поддержал Элефтерия Венизелоса, был назначен Венизелосом сотрудником греческого консульства в ещё находившейся под османским контролем македонской столице, городе Фессалоники, поддерживал Венизелоса своми статьями в газете «Скрип». 
В Балканские войны (1912-1913) и в период Малоазийского похода греческой армии (1919-1922) Вутьеридис был корреспондентом газеты «Патрис». 
Будучи одним из самых известных греческих публицистов своего времени, Вутьеридис дважды стал Президентом союза журналистов афинских газет (1920 и 1923). 
Вутьеридис сотрудничал с Константином Христоманосом в театральной «Новой Сцене» и был преподавателем в Профессиональной школе театра (1924-1930) и в Школе Драмы Национального театра. Некоторые из его пьес были поставлены театром. 
Вутьеридис был также секретарём Национальной библиотеки. 
Илиас Вутьеридис умер в Афинах в августе 1941 года, в первый год тройной германо-итало-болгарской оккупации Греции.

## Работы[10]
Кроме Истории Критской революции, работы Вутьеридиса включают в себя следующие работы: 
- Дневник батальона избранных критян: Борьба Крита в восстании 1897 года в восточных провинциях (Ημερολόγιον του τάγματος των επιλέκτων Κρητών : Ο αγών της Κρήτης κατά το 1897 εν ταις ανατολικαίς επαρχίαις, 1898)
- Келадос, сонеты (Κέλαδος : σονέττα, 1917)
- Дневник батальона избранных критян: Борьба Крита в восстании 1897 года в восточных провинциях – Сын предателя (Ημερολόγιον του τάγματος των επιλέκτων Κρητών : Ο αγών της Κρήτης κατά το 1897 εν ταις ανατολικαίς επαρχίαις - Ο γυιός του προδότη, 1919)
- Поход за реку Сакарья (Η εκστρατεία πέραν του Σαγγαρίου : μετά 11 εικόνων, 1922)
- Поэзия Костиса Паламаса (Κωστής Παλαμάς : το ποιητικό έργο του, 1923)
- История новогреческой литературы, с вступлением о византийской литературе (в двух томах описывающих период 1453-1800, (Ιστορία της Νεοελληνικής Λογοτεχνίας : Από των μέσων του ΙΕ' αιώνος μέχρι των νεωτάτων χρόνων, μετ' εισαγωγής περί της βυζαντινής λογοτεχνίας, 1924-1927)
- Начало нового театра: Мистерии (Η αρχή του νεωτέρου θεάτρου : Τα μυστήρια, 1925)
- Новогреческая поэзия (Νεοελληνική στιχουργική, 1929)
- Новогреческая литература: её историческое рассмотрение (Η Νεοελληνική Λογοτεχνία : Γενικό ιστορικό εξέτασμά της, 1930)
- Зарубежное влияние на новогреческую литературу (Η ξένη επίδραση στη νεοελληνική λογοτεχνία, 1930)
- Краткая история новогреческой литературы (описывает период 1000-1930, издана в 1933 году)
- История Византийской литературы (Επίτομος ιστορία της Βυζαντινής Λογοτεχνίας, 1935)

Кроме этого Вутьеридис переложил на разговорный язык работы многих древних лириков и является автором многих поэтических сборников, пьес и переводов. 